# Dom formacyjny
Dom formacyjny – klasztor lub konwent należący do danego zakonu lub zgromadzenia zakonnego Kościoła katolickiego, w którym prowadzona jest formacja zakonna.
Według ustawodawstwa kościelnego każdy dom zakonny jest domem formacyjnym. Szczególnymi domami formacyjnymi są domy formacji początkowej, np. dom postulatu, nowicjatu, junioratu czy seminarium duchownego należącego do danej prowincji zakonnej.